# Гольцев, Виктор Александрович
Ви́ктор Алекса́ндрович Го́льцев (11 [23] августа 1850, Коломна, Московская губерния, Российская империя — 18 ноября [1 декабря] 1906, Москва, Российская империя) — российский писатель, журналист, литературный критик, учёный и общественный деятель, публицист; доцент Московского университета, редактор «Юридического вестника», «Русского курьера», сотрудник «Русских ведомостей», редактор «Русской мысли».

## Биография
Родился 11 (23) августа 1850 года в Коломне Московской губернии. Однако согласно метрическому свидетельству родился 5 (17) августа 1850 года в семье помощника правителя канцелярии и дел общего присутствия Тульской губернской строительной и дорожной комиссии, титулярного советника Александра Елисеевича Гольцева.
В 1868 году окончил с золотой медалью Тульскую гимназию и продолжил образование на юридическом факультете Московского университета, который окончил в 1872 году со степенью кандидата и был оставлен для приготовления к профессорскому званию по кафедре финансового права. Сдав в феврале 1874 года магистерский экзамен по финансовому праву и политической экономии, представил на утверждение факультета избранную им для диссертации тему: «Исторический очерк финансового управления в России со второй половины XVII столетия до конца первой половины XVIII в.» и был отправлен за границу, где познакомился с одним из теоретиков народничества П. Л. Лавровым. В течение 1875—1877 годов посещал университеты Парижа, Гейдельберга, Вены и Лейпцига. Вернувшись в Россию, сдал по желанию факультета ещё и магистерский экзамен по полицейскому праву, а весной 1878 года успешно защитил магистерскую диссертацию «Государственное хозяйство во Франции XVII века». Избрание Гольцева приват-доцентом юридического факультета в том же году не было утверждено Министерством народного просвещения по мотивам «политической неблагонадежности».
В июне 1884 был арестован по делу К. М. Станюковича и других сотрудников журнала «Дело» (освобожден в сентябре). В октябре 1888 года был снова арестован (на три недели) по делу о распространении в Москве нелегального журнала «Самоуправление». 
В 1889 году был выбран гласным Московской городской думы.
В 1879 году был выбран в доценты Новороссийского университета (по кафедре энциклопедии права), но лекций по причине действия негласного циркуляра министра просвещения Д. А. Толстого, предписывающего не предоставлять Гольцеву места в учебных заведениях), не читал. Избранный в доценты Московского университета, был в феврале 1881 года утвержден в этом звании, но в августе 1882 года подал в отставку.

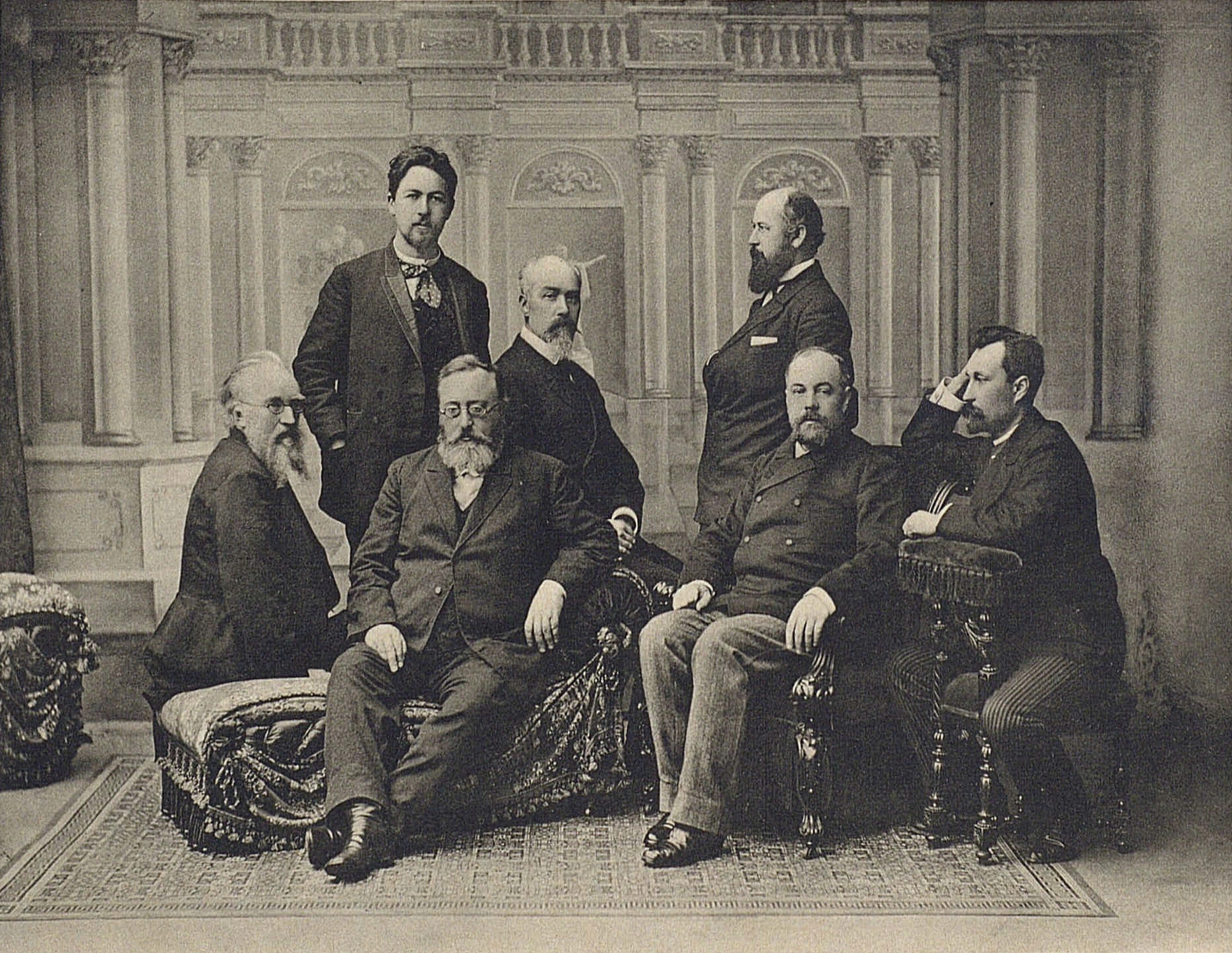
В редакции «Русской мысли»:
стоят — А. П. Чехов и В. А. Гольцев,
сидят — М. Н. Ремезов, М. А. Саблин,
И. И. Иванюков, В. М. Лавров, И. Н. Потапенко.

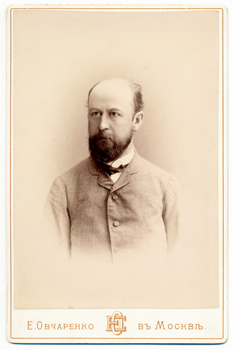
Виктор Александрович Гольцев

Был несколько лет товарищем председателя Московского юридического общества (1884—1889); казначеем, а потом секретарём Общества любителей российской словесности.
Некоторое время редактором «Юридического вестника» и «Русского курьера». Писал статьи в «Русских ведомостях», «Русской правде», «Голосе» (в последней газете ему, наряду с остальными, принадлежали фельетоны под заглавием «Накануне»), «Вестнике Европы», «Русском богатстве», «Деле», «Артисте», «Вопросах философии и психологии». Полемизировал с И. С. Аксаковым и М. Н. Катковым. В своих публикациях обосновывал необходимость для России конституционного строя.
Очень деятельно Гольцев работал в «Московском телеграфе» и московском «Светоче».
В «Русской мысли», работая с основания журнала (1880), Гольцев вёл ежемесячное «Политическое обозрение», а с марта 1885 года после смерти С. А. Юрьева стал принимать деятельное участие в её редактировании, став фактически неофициальным главным редактором; в апреле 1905 года Гольцев был объявлен её официальным редактором. При Гольцеве «Русская мысль» окончательно примкнула к прогрессивной журналистике и привлекла к себе главнейших сотрудников закрытых в то время «Отечественных записок».
Весной 1906 года, незадолго до смерти, избран приват-доцентом Московского университета. Умер 18 ноября (1 декабря) 1906 года. Похоронен на Ваганьковском кладбище (уч. 15).
Его дочь, Вера Викторовна Гольцева — мачеха писательницы, актрисы и драматурга Марианны Яблонской.

## Наследие
Литературная деятельность Гольцева, проникнутая духом гуманизма и свободы, была весьма разнообразна: он писал по вопросам права, финансов, воспитания, литературы и искусства, публиковал исследования исторического характера и философские статьи.
Отдельно изданы его «Государственное хозяйство во Франции XVII в.» (1878); «Очерк развития педагогических идей в новое время» (1880); «Государство и самоуправление» (1882); «Законодательство и нравы в России XVIII в.» (1885; 2-изд. — 1896); «Воспитание, нравственность, право» (Сборник статей, 1889;2-изд. — 1897); «Об искусстве» (критические заметки, 1890); «Вопросы дня и жизни» (1893).
После смерти В. А. Гольцева в 1906 году журнал «Русская мысль» возглавил П. Б. Струве.
В мировоззрении и деятельности Гольцева противоречиво совмещались неприятие революции и открытое сочувствие народовольцам. Яркий общественный темперамент, общепризнанный ораторский и публицистический дар ставили Гольцева в центр политических организаций и собраний. Гольцев снискал себе уважение и дружбу многих профессоров Московского университета (В. О. Ключевский, Ф. Ф. Фортунатов, П. Н. Милюков, А. А. Мануйлов, Н. А. Каблуков и др.) и писателей (А. П. Чехов, В. Г. Короленко, Г. И. Успенский, А. И. Эртель), а также широкую известность в различных кругах общества.
В 1909 году вдова В. А. Гольцева передала его книжное собрание в дар Московскому университету, всего около 750 томов книг по социально-экономической тематике. В настоящий момент библиотека В.А. Гольцева хранится в Отделе редких книг и рукописей Научной библиотеки МГУ имени М. В. Ломоносова.